# Charles Roach Smith
Charles Roach Smith (Shanklin, 20 agosto 1807 – Strood, 2 agosto 1890) è stato un antiquario, numismatico e archeologo britannico.
Smith è stato membro della Society of Antiquaries of London e della London Numismatic Society.
È stato anche un membro fondatore della British Archaeological Association. Roach Smith è stato un precursore nello studio statistico dei depositi di monete romane.

## Gioventù
Roach Smith nacque al Landguard Manor di Shanklin, nell'Isola di Wight, ultimo dei dieci figli di John Smith, un allevatore che aveva sposato Ann, figlia di Henry Roach proprietario dell'Arreton Manor. Tra le sorelle figuravano Anne Eveleight, Mary Holliffe e Maria Smith. 
Il padre morì quando Roach Smith era ancora giovane e la dimora del nonno materno, Arreton, divenne la sua seconda casa. La madre mori verso il 1824.
Roach Smith andò alla scuola di un certo Mr. Crouch a Swaythling e lo seguì quando si spostò all'Hospital of St Cross, nei pressi di Winchester. Verso il 1820 frequentò una scuola più grande diretta da Mr. Withers a Lymington.

## Carriera
Nel 1821 Roach Smith venne impiegato presso lo studio di Francis Worsley, un avvocato di Newport, ma si stancò presto di questa occupazione. Si ipotizzò allora per lui una carriera nell'esercito, ma nel febbraio del 1822 divenne apprendista di Mr. Follett, un chimico di Chichester. Dopo essere rimasto lì per circa sei anni, entrò nella ditta di Wilson, Ashmore & Co., chimici a Snow Hill, Londra, e nel 1834 avviò un'attività in proprio di chimico stabilendosi all'angolo della Founders' Court, a Lothbury, una strada della City. Quando i suoi locali furono rilevati dalla city, ne ebbe una grave perdita. Si spostò allora a Finsbury Circus, dove visse dal 1840 al 1860.
Fin da molto giovane Roach Smith sviluppò la passione della collezione di antichità romane e britanniche, nella quale fu incoraggiato da Alfred John Kempe che egli considerò il proprio "padrino antiquario". Per venti anni, durante gli scavi a Londra o i dragaggi del Tamigi, Roach Smith fu sempre particolarmente attento alle antichità ritrovandone parecchie. La notorietà delle sue acquisizioni crebbe quando pubblicò nel 1854 un Catalogue of the Museum of London Antiquities. Le antichità catalogate in questa pubblicazione furono raccolte durante i lavori per il miglioramento delle strade e delle fogne della città di Londra e nei lavori sul Tamigi in particolare vicino al  London Bridge; la collezione si formò quindi in circostanze casuali. La sua collezione, che conteneva una parte notevole delle antichità trovate a Londra, fu trasformata in una struttura organizzata e si ebbe come risultato la formazione del suo Museum of London Antiquities. I suoi colleghi della Società antiquaria spinsero affinché la collezione passasse all'Inghilterra, ma la sua offerta al British Museum del marzo 1855 fu rifiutata per mancanza di accordo sul prezzo. In seguito fu trasferita al British Museum e formò il nucleo della collezione nazionale di antichità romano-britanniche.
Roach Smith in quel periodo era considerato la massima autorità su Londinium, la Londra romana. Successivamente ha aperto la strada alla  "osservazione dei siti urbani" e il suo Illustrations of Roman London (1859) rimase il lavoro principale su questo argomento fino al 1909. Scrisse il libro per gran parte come risultato di indagini personali quando viveva a Lothbury e a Liverpool Street, nella City of London.

## Società scientifiche
Roach Smith fu socio di diverse società scientifiche sia nel Regno unito che all'estero. Fu eletto Fellow della Society of Antiquaries of London nel 1836.  Per molti anni redasse un articolo mensile di "Antiquarian Notes" nel The Gentleman's Magazine. Scrisse anche per l'Athenaeum della Newcastle Society of Antiquaries (di cui fu membro), e nel Transactions di diversi altre società antiquarie. Quando, tramite il suo amico, l'Abbé Cochet, intervenne con successo con Napoleone III per conservare le mura romane di Dax, in Francia nel 1858 fu emessa una medaglia in onore di Roach Smith per commemorare l'evento. In un incontro del 1890 della Society of Antiquaries, fu proposto di coniare una medaglia in suo onore, e di donargliela assieme a tutte la somma che fosse possibile raccogliere. La medaglia, in argento gli fu donata il 30 luglio, tre giorni prima che morisse, e rimase anche per lui una somma di cento ghinee. Un medaglione di marmo opera di G. Fontana è esposta alla Society of Antiquaries. È stato Fellow della Royal Society of Antiquaries of the North; e membro della Società di Antiquari di Francia, Normandia, Picardia, dell'Ovest, e dei Morini.
Per oltre cinquant'anni, Roach Smith fu molto interessato nell'attività con la Numismatic Society of London. Dal 1841 al 1844 ne fu uno dei segretari onorari e dal 1852 ne fu membro onorario. Fu il primo a presentare una relazione alla Numismatic Society nel 1844 sulla Liudhard medalet, una moneta anglo-sassone d'oro rinvenuta nel 1844 nella chiesa di San Martino a Canterbury.
Scrisse molti contributi per Numismatic Chronicle e fu il primo a ricevere nel 1883 la medaglia della Numismatic Society, in riconoscimento dei suoi servizi per la promozione della conoscenza delle monete della Britannia romana.
Assieme a Thomas Wright fondò la British Archaeological Association nel 1843 e scrisse spesso nella rivista dell'associazione. Dopo il suo ritiro a Strood, collaborò attivamente all'attività della Kent Archaeological Society e contribuì con diversi scritti ad Archaeologia Cantiana. Anche molti dei suoi primi lavori erano stati contributi ad Archaeologia. Fu membro onorario delle Società archeologiche di Madrid, Wiesbaden, Mayence, Treyes, Chester, Cheshire e del Lancashire, Suffolk, Surrey. Roach Smith fu anche membro onorario della Royal Society of Literature, della Società di antiquari di Newcastle-Upon-Tyne e di Scotland, e della Society of Emulation of Abbeville.

## Ultimi anni
Dopo che i suoi affari si erano ridotti acquistò, come luogo di ritiro, la piccola proprietà di Temple Place, in Cuxton Road a Strood nel Kent e un po' di terreno annesso per fare del giardinaggio. Nel 1864 fu coinvolto in un'azione legale con il decano e il capitolo di Rochester per qualche terreno annesso alla sua proprietà e Roach Smith vinse la causa. Il giardino a Temple Place fu negli ultimi anni la sua occupazione principale e apprezzava coltivare la propria terra. In particolare si interessava di pomologia e della coltivazione di vigne in terra piena, producendo considerevoli quantità di vino dai grappoli coltivati. Il suo pamphlet On the Scarcity of Home-grown Fruits in Great Britain, apparso la prima volta su Proceedings of the Historical Society of Lancashire and Cheshire nel 1863, fu stampato in una seconda edizione, e un migliaio di copie furono distribuite in Francia e in Germania. Sosteneva la necessità di piantare, nei vasti spazi ai lati delle ferrovie, meli nani e altri tipi di alberi da frutto, e il suo suggerimento fu adottato in grande scala all'estero e in qualche misura in Inghilterra.
Roach Smith non si sposò e la casa a Temple Place fu governata da una sorella, che morì nel 1874 e fu sepolta nel cimitero di Frindsbury. Dopo sei giorni confinato nel proprio letto, morì il 2 agosto 1890 e fu sepolto accanto alla sorella.

## Pubblicazioni scelte
- (1839), List of Roman Cobs found near Strood
- (1848), Collectanea antiqua: etchings and notices of ancient remains, illustrative habits, customs, and history of past ages
- (1850), The antiquities of Richborough, Reculver, and Lymne
- (1856), Inventorium sepulchrale: an account of some antiquities dug up at Gilton, Kingston, Sibertsworld, Barfriston, Beakesbourne, Chartham, and Crundale, in the County of Kent, from a.d. 1757 to a.d. 1773
- (1859), Illustrations of Roman London
- (1860), On the importance of public museums for historical collections
- (1863), Retrospections: social and archaeological
- (1870), The rural life of Shakespeare, as illustrated by his works
- (1871), A catalogue of Anglo-Saxon and other antiquities discovered at Faversham, in Kent, and bequeathed by William Gibbs of that town to the South Kensington Museum
- (1877), Remarks on Shakespeare: his birthplace, etc.: suggested by a visit to Stratford-on-Avon in the autumn of 1868
- (1879), Address to Strood Institute Elocution Class